# ميخائيل بروكس
ميخائيل بروكس (بالإنجليزية: Michael Brooks)‏ هو لاعب كرة قدم أمريكية أمريكي، ولد في 2 أكتوبر 1964 في روستون في الولايات المتحدة.

## وصلات خارجية
- ميخائيل بروكس على موقع مرجع كرة القدم المحترفة.كوم (الإنجليزية)
- ميخائيل بروكس على موقع قاعة لويزيانا للمشاهير الرياضية (الإنجليزية)